# Розівка (Ужгородський район)
Ро́зівка — село в Ужгородському районі Закарпатської області.

## Назва
В письмових джерелах село відоме під назвами «Ketergen», «Kewthergen», «Kewthergyn».

## Історія
Згідно з джерелами, село було засноване наприкінці ХІІ — у ХІІІ ст. Перша письмова згадка про нього припадає на 1357 рік, коли місцеві шляхтичі до свого прізвища додавали прикладку «кетергенські».
В 1427 році село було оподатковано від 3-х порт. Значно погіршилося економічне становище його жителів наприкінці XVI ст. Так, у 1588 році було оподатковано три селянські господарства, які володіли однією портою (одне господарство володіло половинним, а два — четвертинними наділами). 1599 року в селі мешкали всього 8 родин. З податкових списків випливає, що протягом XVI—XVII ст. продовжувалося зубожіння і розорення селянських господарств. 1715 року в селі проживало лише три желярські родини і місцеві землевласники.
Джерела XVIII ст. вважають Розівку малим угорським селом.

## Політика

### Парламентські вибори, 2019
На позачергових парламентських виборах 2019 року у селі функціонувала окрема виборча дільниця № 210592, розташована у приміщенні дитячого садка.
Результати
- зареєстровано 1303 виборці, явка 55,03%, найбільше голосів віддано за «Слугу народу» — 51,72%, за Всеукраїнське об'єднання «Батьківщина» — 9,74%, за «Силу і честь» — 7,02%.[1] В одномандатному окрузі найбільше голосів отримав Андрій Андріїв (самовисування) — 32,05%, за Олександра Пекаря (Слуга народу) — 21,60%, за Роберта Горвата (самовисування) — 14,74%[2].

## Населення

### Мова
Розподіл населення за рідною мовою за даними перепису 2001 року:
| Мова            | Кількість | Відсоток |
| --------------- | --------- | -------- |
| українська      | 1083      | 80.34%   |
| угорська        | 214       | 15.88%   |
| російська       | 40        | 2.97%    |
| словацька       | 6         | 0.45%    |
| білоруська      | 1         | 0.07%    |
| болгарська      | 1         | 0.07%    |
| інші/не вказали | 3         | 0.22%    |
| Усього          | 1348      | 100%     |

## Економіка
- Завод американської корпорації Jabil Circuit, виготовляє електроніку для брендів Nespresso, Ceragon, Sagemcom, SIAE Microelettronica, DUCATI Energia, SIT та TeleTec.[4]

## Туристичні місця
- Свердловина № 1 (Розівка)
- кондитерська мануфактура "Штефаньо"